# Кубок Надежды (Кыргызстан)
Кубок Надежды — международный футбольный турнир среди женских футбольных команд, ежегодно разыгрывающийся в Кыргызстане. Организатором турнира является Кыргызский футбольный союз и Ассоциация женского футбола Кыргызской Республики. Турнир разрывался на средства ФИФА.
Впервые турнир был разыгран в 2005 году. В 2007 году состоялся второй розыгрыш турнира и в дальнейшем проходил ежегодно. В 2010 году из-за сложной политической обстановки Кубок Надежды был прерван и возобновлён уже в 2011 году. В 2012 году первые два места заняли сборные Кыргызстана. Команда «Кыргызстан-2» была составлена из футболисток кантской «Абдыш-Аты», а «Кыргызстан-1» — из футболисток бишкекской «Азалии». На турнире 2013 года планировалось участие сборных Бахрейна, Таджикистана, Туркменистана и Кыргызстана до 19 лет, но в итоге в нём сыграли две сборные Кыргызстана, а также Афганистан и Казахстан. В церемонии награждения участвовали бывшие футболистки — Мишел Кокс (Новая Зеландия) и Фань Юньцзе (Китай).
В 2018 году на турнире сыграли три сборные до 16 лет — Узбекистан, Кыргызстан и Таджикистан, а также сборная Казахстана до 17 лет. Последний розыгрыш турнира состоялся в 2019 году и в финале победу одержала сборная Узбекистана, обыгравшая Непал. Благодаря участию в этом турнире сборная Кыргызстана вернулась в рейтинг ФИФА, поскольку долгое время команда не участвовала в официальных играх.
Кубок Надежды пять раз проходил в столице Кыргызстана — Бишкеке (2008, 2011, 2012, 2013, 2018) и по одному разу в Кара-Балте (2007), Канте (2009) и Караколе (2019).

## Результаты
| Год  | Уч. | Призёры           | Призёры                | Призёры                | Призёры             |
| Год  | Уч. | Победитель        | 2-е место              | 3-е место              | 4-е место           |
| ---- | --- | ----------------- | ---------------------- | ---------------------- | ------------------- |
| 2005 |     |                   |                        |                        |                     |
| 2007 | 4   | Тараз             | Авто (Чуйская область) | СДЮШОР (Бишкек)        | Абдыш-Ата (Кант)    |
| 2008 | 4   | СДЮШОР (Бишкек)   | Казахстан              | Таджикистан            | Абдыш-Ата (Кант)    |
| 2009 | 3   | Азалия            | Таджикистан            | Казахстан              | -                   |
| 2011 | 4   | Кыргызстан (мол.) | Таджикистан            | СДЮШОР № 2 (Казахстан) | Улан (Тараз)        |
| 2012 | 4   | Кыргызстан-2      | Кыргызстан-1           | Фемида (Екатеринбург)  | СДЮШОР (Алма-Ата)   |
| 2013 | 4   | Кыргызстан-1      | Алма-Ата               | Афганистан             | Кыргызстан-2        |
| 2018 | 4   | Казахстан (до 17) | Узбекистан (до 16)     | Кыргызстан (до 16)     | Таджикистан (до 16) |
| 2019 | 4   | Узбекистан        | Непал                  | Кыргызстан             | Таджикистан         |

## Лучшие бомбардиры
| Год  | Футболистка                       | Голов |
| ---- | --------------------------------- | ----- |
| 2012 | Баяна Бектурганова (Кыргызстан-2) | 3     |
| 2013 | Рамина Цой (Кыргызстан-1)         |       |

## Индивидуальные награды
| Год  | Лучший игрок                        | Лучший вратарь                   | Лучший защитник                 | Лучший полузащитник           | Лучший нападающий     |
| ---- | ----------------------------------- | -------------------------------- | ------------------------------- | ----------------------------- | --------------------- |
| 2012 | Алена Жижова (Фемида)               | Наталья Гайваронская             | Вероника Бернацкая              | Анна Славутина (Фемида)       |                       |
| 2013 | Айдана Кубатбек кызы (Кыргызстан-1) | Надя Судег (Афганистан)          | Жанара Супатаева (Кыргызстан-2) | Элионора Мажар (Кыргызстан-2) | Ольга Огай (Алма-Ата) |
| 2018 |                                     | Ангелина Полюшкевич (Узбекистан) |                                 |                               |                       |